# César Martins
César Henrique Martins, mais conhecido como César Martins, ou simplesmente César (Mairinque, 28 de dezembro de 1992), é um futebolista brasileiro que atua como goleiro. Atualmente, joga pelo Novorizontino.

## Carreira

### Início
Nascido em Mairinque, estado de São Paulo, começou a carreira competindo pelo Clube Atlético Sorocaba de Mairinque, nas categorias de base, e logo em seguida foi transferido próximo a sua cidade natal, no Atlético Sorocaba. Também participava de jogos pela equipe do Tatiana, bairro da cidade de Votorantim. Em 2013, participou do primeiro Campeonato Paulista, quando a boa performance que apresentou despertou o interesse da Ponte Preta.

### Ponte Preta
Em 26 de abril do mesmo ano, a Macaca o contratou por empréstimo. Na Ponte Preta, César assumiu posição de destaque, ajudando o time a chegar às finais da Copa Sul-Americana 2013, quando o clube perdeu para o Lanús. Pela boa atuação, o empréstimo tornou-se compra, tendo vínculo com a Ponte até dezembro 2014. A continuidade das boas atuações chamou a atenção do futebol europeu, e em 2 de Julho de 2014, após sondagens e propostas, a Macaca anunciava que César tinha assinado um contrato de cinco anos com o campeão português Benfica por um valor não revelado.

### Benfica
No dia 14 dezembro de 2014, César estreou na  Primeira Liga, substituindo Luisão, lesionado durante a partida. Jogando fora de casa, o Benfica bateu o Porto (0–2), marcando sua estreia com vitória contra o rival.

### Flamengo
César foi anunciado como reforço do Flamengo em 18 de julho de 2015, tendo sido contratado por empréstimo de um ano.
No dia 13 de setembro, na partida em que o Flamengo venceu a Chapecoense por 3–1, César teve uma grande atuação. Além de ir bem atrás, ganhando quase todos os lances, ele ainda ajudou na frente, dando o cruzamento para o gol de Paulinho e iniciando a jogada que resultou no gol de Canteros. Por conta de sua atuação neste jogo, César foi "premiado" com uma vaga na "Seleção da Rodada #25" feita pelo GloboEsporte.com. Em 11 de outubro de 2015, marcou seu primeiro gol com a camisa rubro-negro.
Sua passagem pelo Flamengo ficou marcada por uma defesa com as mãos, que fez em um jogo contra o Palmeiras, no dia 5 de junho de 2016.

### Nacional da Madeira
Sem muito espaço no Benfica, foi emprestado para o Nacional da Madeira. 

### Juventude
Foi apresentado oficialmente na tarde desta sexta-feira (26/01), pelo Juventude. César tem um contrato de empréstimo de 1 ano.

## Estatísticas
Até 29 de maio de 2016.

### Clubes
| Clube             | Temporada         | Campeonato nacional | Campeonato nacional | Campeonato nacional | Copa nacional[a] | Copa nacional[a] | Copa nacional[a] | Competições continentais[b] | Competições continentais[b] | Competições continentais[b] | Outros torneios[c] | Outros torneios[c] | Outros torneios[c] | Total | Total | Total   |
| Clube             | Temporada         | Jogos               | Gols                | Assist.             | Jogos            | Gols             | Assist.          | Jogos                       | Gols                        | Assist.                     | Jogos              | Gols               | Assist.            | Jogos | Gols  | Assist. |
| ----------------- | ----------------- | ------------------- | ------------------- | ------------------- | ---------------- | ---------------- | ---------------- | --------------------------- | --------------------------- | --------------------------- | ------------------ | ------------------ | ------------------ | ----- | ----- | ------- |
| Atlético Sorocaba | 2012              | —                   | —                   | —                   | —                | —                | —                | —                           | —                           | —                           | 6                  | 0                  | 0                  | 6     | 0     | 0       |
| Atlético Sorocaba | 2013              | —                   | —                   | —                   | —                | —                | —                | —                           | —                           | —                           | 17                 | 2                  | 0                  | 17    | 2     | 0       |
| Atlético Sorocaba | Total             | 0                   | 0                   | 0                   | 0                | 0                | 0                | 0                           | 0                           | 0                           | 23                 | 2                  | 0                  | 23    | 2     | 0       |
| Ponte Preta       | 2013              | 17                  | 0                   | 0                   | 2                | 0                | 0                | 6                           | 1                           | 0                           | —                  | —                  | —                  | 25    | 1     | 0       |
| Ponte Preta       | 2014              | 10                  | 1                   | 1                   | 2                | 0                | 0                | —                           | —                           | —                           | 14                 | 2                  | 0                  | 26    | 3     | 1       |
| Ponte Preta       | Total             | 27                  | 1                   | 1                   | 4                | 0                | 0                | 6                           | 1                           | 0                           | 14                 | 2                  | 0                  | 51    | 4     | 1       |
| Benfica           | 2014–15           | 3                   | 0                   | 0                   | 3                | 0                | 0                | 2                           | 0                           | 0                           | 2                  | 0                  | 0                  | 10    | 0     | 0       |
| Benfica           | Total             | 3                   | 0                   | 0                   | 3                | 0                | 0                | 2                           | 0                           | 0                           | 2                  | 0                  | 0                  | 10    | 0     | 0       |
| Benfica B         | 2014–15           | 2                   | 0                   | 0                   | —                | —                | —                | —                           | —                           | —                           | —                  | —                  | —                  | 2     | 0     | 0       |
| Benfica B         | Total             | 2                   | 0                   | 0                   | 0                | 0                | 0                | 0                           | 0                           | 0                           | 0                  | 0                  | 0                  | 2     | 0     | 0       |
| Flamengo          | 2015              | 20                  | 0                   | 1                   | 1                | 0                | 0                | —                           | —                           | —                           | 2                  | 1                  | 0                  | 23    | 1     | 1       |
| Flamengo          | 2016              | 1                   | 0                   | 0                   | 0                | 0                | 0                | 0                           | 0                           | 0                           | 8                  | 0                  | 0                  | 9     | 0     | 0       |
| Flamengo          | Total             | 21                  | 0                   | 1                   | 1                | 0                | 0                | 0                           | 0                           | 0                           | 10                 | 1                  | 0                  | 32    | 1     | 1       |
| Total na carreira | Total na carreira | 53                  | 1                   | 2                   | 8                | 0                | 0                | 8                           | 1                           | 0                           | 48                 | 5                  | 0                  | 118   | 7     | 2       |

- a. ^ Jogos da Copa do Brasil, Taça de Portugal e Taça da Liga
- b. ^ Jogos da Copa Sul-Americana e Liga dos Campeões da UEFA
- c. ^ Jogos do Campeonato Paulista, International Champions Cup, Copa Emirates, Supertaça Cândido de Oliveira, Amistoso, Troféu Asa Branca e Taça Chico Science

|          | Data                    | Local                                          | Resultado | Adversário             | Gols | Assist. | Competição                    |
| -------- | ----------------------- | ---------------------------------------------- | --------- | ---------------------- | ---- | ------- | ----------------------------- |
| Flamengo |                         |                                                |           |                        |      |         |                               |
| 87.      | 26 de julho de 2015     | Serra Dourada, Goiânia, Brasil                 | 1–0       | Goiás                  | 0    | 0       | Campeonato Brasileiro de 2015 |
| 88.      | 2 de agosto de 2015     | Maracanã, Rio de Janeiro, Brasil               | 2–2       | Santos                 | 0    | 0       | Campeonato Brasileiro de 2015 |
| 89.      | 9 de agosto de 2015     | Moisés Lucarelli, Campinas, Brasil             | 0–1       | Ponte Preta            | 0    | 0       | Campeonato Brasileiro de 2015 |
| 90.      | 12 de agosto de 2015    | Maracanã, Rio de Janeiro, Brasil               | 3–2       | Atlético Paranaense    | 0    | 0       | Campeonato Brasileiro de 2015 |
| 91.      | 16 de agosto de 2015    | Allianz Parque, São Paulo, Brasil              | 2–4       | Palmeiras              | 0    | 0       | Campeonato Brasileiro de 2015 |
| 92.      | 26 de agosto de 2015    | Maracanã, Rio de Janeiro, Brasil               | 1–1       | Vasco da Gama          | 0    | 0       | Copa do Brasil de 2015        |
| 93.      | 30 de agosto de 2015    | Arena Pernambuco, São Lourenço da Mata, Brasil | 1–0       | Sport                  | 0    | 0       | Campeonato Brasileiro de 2015 |
| 94.      | 6 de setembro de 2015   | Maracanã, Rio de Janeiro, Brasil               | 3–1       | Fluminense             | 0    | 0       | Campeonato Brasileiro de 2015 |
| 95.      | 10 de setembro de 2015  | Maracanã, Rio de Janeiro, Brasil               | 2–0       | Cruzeiro               | 0    | 0       | Campeonato Brasileiro de 2015 |
| 96.      | 13 de setembro de 2015  | Arena Condá, Chapecó, Brasil                   | 3–1       | Chapecoense            | 0    | 1       | Campeonato Brasileiro de 2015 |
| 97.      | 17 de setembro de 2015  | Mané Garrincha, Brasília, Brasil               | 0–2       | Coritiba               | 0    | 0       | Campeonato Brasileiro de 2015 |
| 98.      | 27 de setembro de 2015  | Maracanã, Rio de Janeiro, Brasil               | 1–2       | Vasco da Gama          | 0    | 0       | Campeonato Brasileiro de 2015 |
| 99.      | 4 de outubro de 2015    | Maracanã, Rio de Janeiro, Brasil               | 2–0       | Joinville              | 0    | 0       | Campeonato Brasileiro de 2015 |
| 100.     | 11 de outubro de 2015   | Kléber Andrade, Cariacica, Brasil              | 4–0       | Desportiva Ferroviária | 1    | 0       | Amistoso                      |
| 101.     | 14 de outubro de 2015   | Orlando Scarpelli, Florianópolis, Brasil       | 0–3       | Figueirense            | 0    | 0       | Campeonato Brasileiro de 2015 |
| 102.     | 18 de outubro de 2015   | Maracanã, Rio de Janeiro, Brasil               | 0–1       | Internacional          | 0    | 0       | Campeonato Brasileiro de 2015 |
| 103.     | 25 de outubro de 2015   | Arena Corinthians, São Paulo, Brasil           | 0–1       | Corinthians            | 0    | 0       | Campeonato Brasileiro de 2015 |
| 104.     | 1 de novembro de 2015   | Arena do Grêmio, Porto Alegre, Brasil          | 0–2       | Grêmio                 | 0    | 0       | Campeonato Brasileiro de 2015 |
| 105.     | 8 de novembro de 2015   | Maracanã, Rio de Janeiro, Brasil               | 4–1       | Goiás                  | 0    | 0       | Campeonato Brasileiro de 2015 |
| 106.     | 15 de novembro de 2015  | Maracanã, Rio de Janeiro, Brasil               | 1–0       | Orlando City           | 0    | 0       | Amistoso                      |
| 107.     | 19 de novembro de 2015  | Vila Belmiro, Santos, Brasil                   | 0–0       | Santos                 | 0    | 0       | Campeonato Brasileiro de 2015 |
| 108.     | 22 de novembro de 2015  | Mané Garrincha, Brasília, Brasil               | 1–1       | Ponte Preta            | 0    | 0       | Campeonato Brasileiro de 2015 |
| 109.     | 29 de novembro de 2015  | Arena da Baixada, Curitiba, Brasil             | 0–3       | Atlético Paranaense    | 0    | 0       | Campeonato Brasileiro de 2015 |
| 110.     | 21 de janeiro de 2016   | Castelão, Fortaleza, Brasil                    | 3–3 (3–4) | Ceará                  | 0    | 0       | Troféu Asa Branca de 2016     |
| 111.     | 24 de janeiro de 2016   | Arruda, Recife, Brasil                         | 1–3       | Santa Cruz             | 0    | 0       | Taça Chico Science de 2016    |
| 112.     | 21 de fevereiro de 2016 | Mané Garrincha, Brasília, Brasil               | 2–1       | Fluminense             | 0    | 0       | Campeonato Carioca de 2016    |
| 113.     | 24 de fevereiro de 2016 | Moacyrzão, Macaé, Brasil                       | 1–0       | Cabofriense            | 0    | 0       | Campeonato Carioca de 2016    |
| 114.     | 5 de março de 2016      | Raulino de Oliveira, Volta Redonda, Brasil     | 3–1       | Bangu                  | 0    | 0       | Campeonato Carioca de 2016    |
| 115.     | 26 de março de 2016     | Raulino de Oliveira, Volta Redonda, Brasil     | 0–1       | Volta Redonda          | 0    | 0       | Campeonato Carioca de 2016    |
| 116.     | 9 de abril de 2016      | Raulino de Oliveira, Volta Redonda, Brasil     | 3–0       | Boavista               | 0    | 0       | Campeonato Carioca de 2016    |
| 117.     | 24 de abril de 2016     | Arena da Amazônia, Manaus, Brasil              | 0–2       | Vasco da Gama          | 0    | 0       | Campeonato Carioca de 2016    |
| 118.     | 29 de maio de 2016      | Moisés Lucarelli, Campinas, Brasil             | 2–1       | Ponte Preta            | 0    | 0       | Campeonato Brasileiro de 2016 |

## Títulos
Benfica
- Primeira Liga: 2014–15[12]
- Taça da Liga: 2014–15
- Supertaça Cândido de Oliveira: 2014

Bolívar
- Campeonato Boliviano: 2022[13]